# Vanzac
Vanzac é uma comuna francesa na região administrativa da Nova Aquitânia, no departamento de Charente-Maritime. Estende-se por uma área de 6,39 km². Em 2010 a comuna tinha 160 habitantes (densidade: 25 hab./km²).